# Сретение Господне (Горно Дряново)
„Сретение Господне“ (на гръцки: Ιερά Μονή Υπαπαντής) е православен женски старостилен манастир на мястото на изоставеното правищко село Горно Дряново (Ано Хортокопи), Егейска Македония, Гърция, част от Елевтеруполската митрополия на Вселенската патриаршия, управлявана от Църквата на Гърция.
Манастирът е разположен в югоизточните склонове на Кушница, на 4 km западо от Правища (Елевтеруполи). Построен е в 1955 година в заселеното с понтийски бежанци бивше мюсюлманско село Горно Дряново, което обаче в периода 1952 – 1960 година постепенно се изселва в съседното Дряново (Хортокопи).